# Marquès Ai de Jin
El Marquès Ai de Jin (xinès tradicional: 晉哀侯, xinès simplificat: 晋哀侯, pinyin: Jìn Āi Hóu), nom ancestral Ji (姬), nom atorgat Guang (光), va ser el quinzè governant de l'estat de Jin. També va ser el cinquè governant de Jin duran el període de Primaveres i Tardors. Va regnar durant nou anys.
El 710 aEC, al huitè any del seu mandat, el Marquès Ai de Jin va atacar un petit estat al sud Jin dit Xingting (陘廷). El següent any, Xingting, es va aliar amb el Duc Wu de Quwo, i van rapinyar Yi (翼), la capital de Jin. Després que Wu fes que el seu oncle valencià, Han Wan, matés al Marquès Ai de Jin mentre fugia, el rei de Zhou es va assegurar que el fill d'Ai, el Marquès Xiaozi de Jin, es convertís en el següent governant de Jin.